# 小原駅
小原駅（おばらえき）は岡山県久米郡美咲町小原にある、西日本旅客鉄道（JR西日本）津山線の駅である。

## 歴史
- 1956年（昭和31年）10月1日：国鉄津山線誕生寺駅 - 亀甲駅間に新設開業[1]。
- 1987年（昭和62年）4月1日：国鉄分割民営化により、JR西日本の駅となる[1]。
- 2020年（令和2年）3月：新駅舎供用開始。

## 駅構造

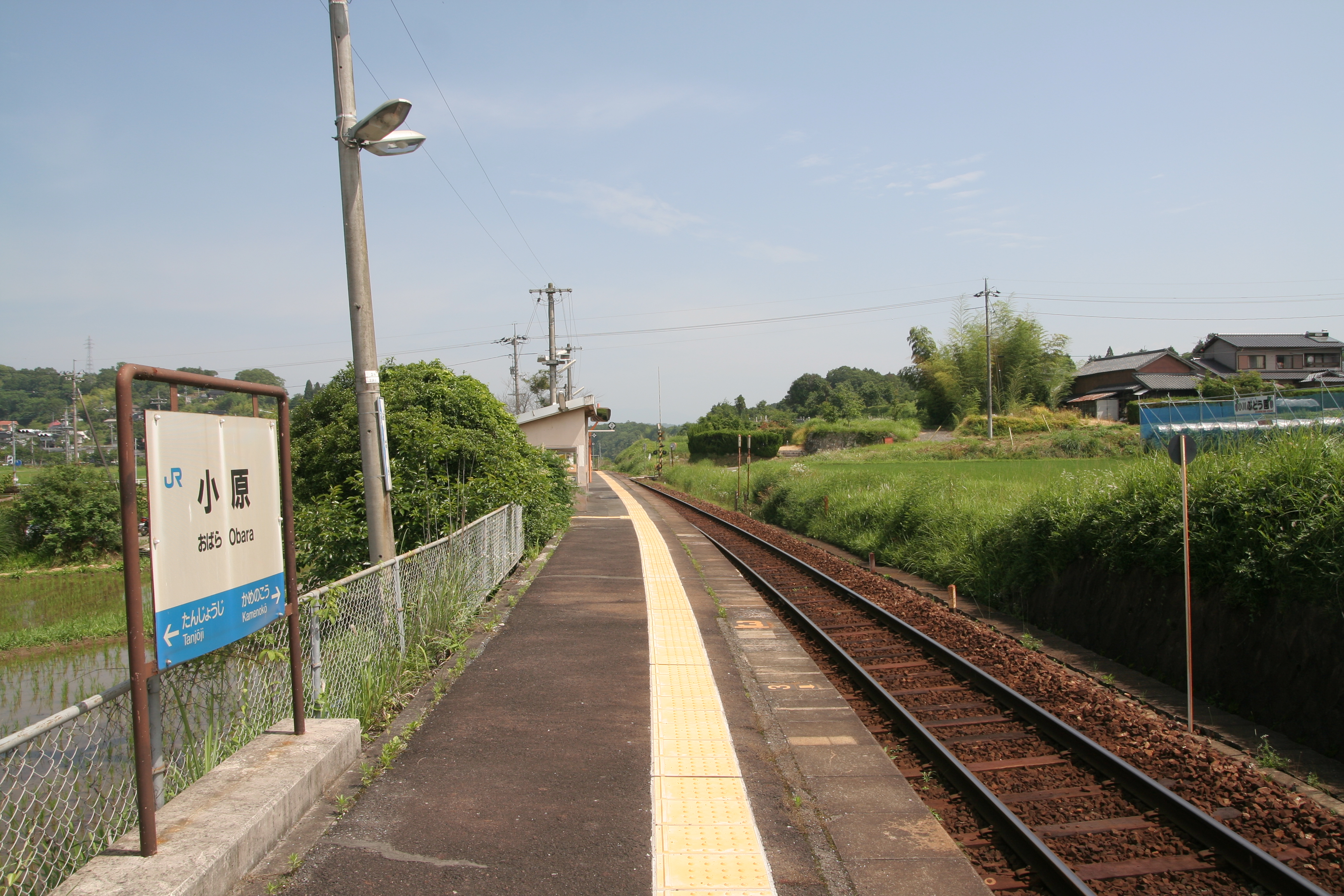
構内（2009年6月）

津山方面に向かって左側に単式ホーム1面1線を有する地上駅（停留所）。棒線駅のため、津山方面行と岡山方面行双方が同一ホームより発車する。
津山駅管理の無人駅で、自動券売機等の設備は無い。待合室兼用の簡易な駅舎しか無く、直接ホームに入る形になっている。

## 利用状況
1日の平均乗車人員は以下の通り。
| 乗車人員推移 | 乗車人員推移 |
| 年度         | 1日平均人数  |
| ------------ | ------------ |
| 1999         | 61           |
| 2000         | 63           |
| 2001         | 56           |
| 2002         | 60           |
| 2003         | 62           |
| 2004         | 64           |
| 2005         | 61           |
| 2006         | 57           |
| 2007         | 45           |
| 2008         | 40           |
| 2009         | 44           |
| 2010         | 33           |
| 2011         | 31           |
| 2012         | 28           |
| 2013         | 29           |
| 2014         | 27           |
| 2015         | 36           |
| 2016         | 27           |
| 2017         | 29           |
| 2018         | 30           |
| 2019         | 32           |
| 2020         | 29           |
| 2021         | 25           |

## 駅周辺
周囲は田畑が大きく広がっているが、所々に民家がある。駅付近は国道53号と並行する。津山線は駅から少し離れた北側で皿川と交差する。
駅西側
- 仰叡（）の灯史跡[注釈 1][3]
- 岡山フルーツステーション
- 照福寺
- 国道53号

駅東側
- 小川ぶどう園
- 小原神社
- 小原池

## 隣の駅
西日本旅客鉄道（JR西日本）
 津山線
■快速「ことぶき」
通過
■普通（福渡駅 - 岡山駅間で快速となる「ことぶき」含む）
亀甲駅 - 小原駅 - 誕生寺駅